# Grand National

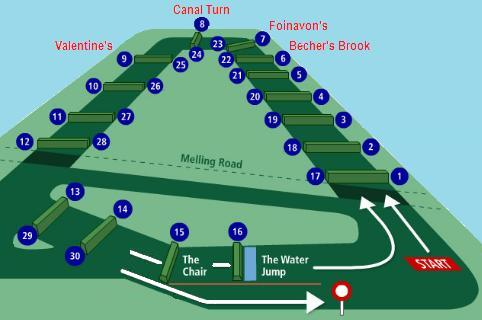
Percurso e obstáculos em Aintree

O Grand National é uma  prova de corrida de cavalos thoroughbred com obstáculos (steeplechase) que ocorre desde o século XIX em Aintree na Inglaterra.
É disputado numa distância de 4 milhas 514 jardas (ou 6,907 km.) e durante a corrida existem trinta obstáculos (fences)  para serem saltados.Ocorre uma vez por ano, no Aintree Racecourse .
É o evento de National Hunt (certame de corridas com obstáculos) da Grã-Bretanha com a maior premiação, e em 2009 ofereceu um total de £900,000 em prémios.Os animais transportam pesos em regime  de handicap (pesos diferentes conforme a categoria e idade).
Os cavalos, como em todas as  modalidades de desportos equestres com saltos de obstáculos, já tem idade madura e em geral estão castrados (guelding), para prevenir traumatismos ao transpor as barreiras. Vence o cavalo que chegar na frente, com o jockey montado.
A corrida encontra popularidade entre muitas pessoas que normalmente não assistem ou apostam em corridas de cavalos em outras épocas do ano, que ocorrem ao evento motivadas pelas extremas exigencias aos competidores. Ela é também uma das mais controversas, devido as lesões e fatalidades sofridas pelos cavalos participantes. Isso faz dela um alvo de grupos que defendem os direitos dos animais, que já fizeram campanha para ela ser banida. Em cento e sessenta e duas corridas, ocorreram cinquenta e oito mortes de cavalos, quatro delas no mesmo ano, 1954. Classificada como prova de Grupo III pelos critérios técnicos da Inglaterra.

## Dia da corrida

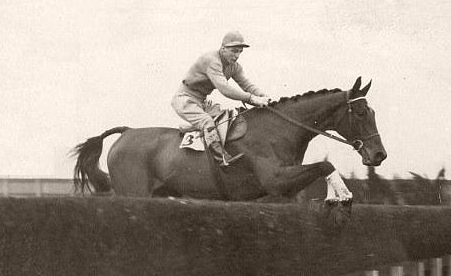
Cavalo Golden Miller saltando um obstáculo em 1934.

Sábado, no começo de abril de cada ano.

## Histórico
O Grand National em Aintree foi instituido, conforme relatos oficiais em  1839, vencido por um cavalo de nome  Lottery . Entretanto já haviam ocorrido tres edições esquecidas nos registros, as de  1836 e 1837 ganhos pelo cavalo The Duke e a de 1838 por Sir Williams. Naquela época a corrida era chamada  Grand Liverpool Steeplechase, e os cavalos corriam na planície tendo que saltar sobre obstáculos que eram pequenos terraços, dois arroios e um muro de pedra.

## Vencedores
| Ano  | Cavalo                      | Idade* | Handicap ** | Jockey                    | Treinador                 | Proprietário                                         |
| ---- | --------------------------- | ------ | ----------- | ------------------------- | ------------------------- | ---------------------------------------------------- |
| 1839 | Lottery                     | 9      | 12-00       | Jem Mason                 | George Dockeray           |                                                      |
| 1840 | Jerry                       | 10     | 12-00       | Mr Bartholomew Bretherton | George Dockeray           |                                                      |
| 1841 | Charity                     | 11     | 12-00       | Mr A. Powell              | William Vevers            |                                                      |
| 1842 | Gaylad                      | 8      | 12-00       | Tom Olliver               | George Dockeray           |                                                      |
| 1843 | Vanguard                    | 8      | 11-10       | Tom Olliver               | Lord Chesterfield's Groom |                                                      |
| 1844 | Discount                    | 6      | 10-12       | John Crickmere            |                           |                                                      |
| 1845 | Cure-All                    |        | 11-05       | Mr William Loft           | Kitty Crisp               |                                                      |
| 1846 | Pioneer                     | 6      | 11-12       | William Taylor            |                           |                                                      |
| 1847 | Matthew                     | 9      | 10-06       | Denny Wynne               | John Murphy               |                                                      |
| 1848 | Chandler                    | 12     | 11-12       | Captain Josie Little      | Tom Eskrett               |                                                      |
| 1849 | Peter Simple                | 11     | 11-00       | Tom Cunningham            | Tom Cunningham            |                                                      |
| 1850 | Abd-El-Kader                | 8      | 09-12       | Mr Chris Green            | Joe Osborne               |                                                      |
| 1851 | Abd-El-Kader                | 9      | 10-04       | Tom Abbot                 | Joe Osborne               |                                                      |
| 1852 | Miss Mowbray                | 8      | 10-04       | Mr Alec Goodman           | George Dockeray           |                                                      |
| 1853 | Peter Simple                | 15     | 10-10       | Tom Olliver               | Tom Olliver               |                                                      |
| 1854 | Bourton                     | 11     | 11-12       | John Tasker               | Henry Wadlow              |                                                      |
| 1855 | Wanderer                    | 10     | 09-08       | John Hanlon               |                           |                                                      |
| 1856 | Freetrader                  | 7      | 09-06       | George Stevens            | William Holman            |                                                      |
| 1857 | Emigrant                    | 11     | 09-10       | Charlie Boyce             | Charlie Boyce             |                                                      |
| 1858 | Little Charley              | 10     | 10-07       | William Archer            | William Holman            |                                                      |
| 1859 | Half Caste                  | 6      | 09-07       | Chris Green               | Chris Green               |                                                      |
| 1860 | Anatis                      | 10     | 09-10       | Mr Tommy Pickernell       | H. E. May                 |                                                      |
| 1861 | Jealousy                    | 7      | 09-12       | Joseph Kendall            | Charles Balchin           |                                                      |
| 1862 | The Huntsman                | 9      | 11-00       | Harry Lamplugh            | Harry Lamplugh            |                                                      |
| 1863 | Emblem                      | 7      | 10-10       | George Stevens            | Edwin Weever              |                                                      |
| 1864 | Emblematic                  | 6      | 10-06       | George Stevens            | Edwin Weever              |                                                      |
| 1865 | Alcibiade                   | 5      | 11-04       | Captain Henry Coventry    | Cornell                   |                                                      |
| 1866 | Salamander                  | 7      | 10-07       | Mr Alec Goodman           | J. Walters                |                                                      |
| 1867 | Cortolvin                   | 8      | 11-13       | John Page                 | Harry Lamplugh            |                                                      |
| 1868 | The Lamb                    | 6      | 10-07       | Mr George Ede-Edwards     | Ben Land                  |                                                      |
| 1869 | The Colonel                 | 6      | 10-07       | George Stevens            | R. Roberts                |                                                      |
| 1870 | The Colonel                 | 7      | 11-12       | George Stevens            | R. Roberts                |                                                      |
| 1871 | The Lamb                    | 9      | 11-05       | Mr Tommy Pickernell       | Chris Green               |                                                      |
| 1872 | Casse Tete                  | 7      | 10-00       | John Page                 | A. Cowley                 |                                                      |
| 1873 | Disturbance                 | 6      | 11-11       | Mr John Richardson        | John Richardson           |                                                      |
| 1874 | Reugny                      | 6      | 10-12       | Mr John Richardson        | John Richardson           |                                                      |
| 1875 | Pathfinder                  | 8      | 10-11       | Mr Tommy Pickernell       | W. Reeves                 |                                                      |
| 1876 | Regal                       | 5      | 11-03       | Joe Cannon                | James Jewitt              |                                                      |
| 1877 | Austerlitz                  | 5      | 10-08       | Mr Fred Hobson            | Robert I'Anson            |                                                      |
| 1878 | Shifnal                     | 9      | 10-12       | J. Jones                  | J. Nightingall            |                                                      |
| 1879 | The Liberator               | 10     | 11-04       | Mr Garry Moore            | J. Moore                  |                                                      |
| 1880 | Empress                     | 5      | 10-07       | Mr Tommy Beasley          | Henry Linde               |                                                      |
| 1881 | Woodbrook                   | 7      | 11-03       | Mr Tommy Beasley          | Henry Linde               |                                                      |
| 1882 | Seaman                      | 6      | 11-06       | Lord Manners              | James Machell             |                                                      |
| 1883 | Zoedone                     | 6      | 11-00       | Count Karel Kinsky        | W. Jenkins                |                                                      |
| 1884 | Voluptuary                  | 6      | 10-05       | Mr Ted Wilson             | William Wilson            |                                                      |
| 1885 | Roquefort                   | 6      | 11-00       | Mr Ted Wilson             | Arthur Yates              |                                                      |
| 1886 | Old Joe                     | 7      | 10-09       | Tommy Skelton             | George Mulcaster          |                                                      |
| 1887 | Gamecock                    | 8      | 11-00       | W. Daniells               | James Gordon              |                                                      |
| 1888 | Playfair                    | 7      | 10-07       | George Mawson             | Tom Cannon                |                                                      |
| 1889 | Frigate                     | 11     | 11-04       | Mr Tommy Beasley          | M. A. Maher               |                                                      |
| 1890 | Ilex                        | 6      | 10-05       | Arthur Nightingall        | John Nightingall          |                                                      |
| 1891 | Come Away                   | 7      | 11-12       | Mr Harry Beasley          | Harry Beasley             |                                                      |
| 1892 | Father O'Flynn              | 7      | 10-05       | Captain Roddy Owen        | Gordon Wilson             |                                                      |
| 1893 | Cloister                    | 9      | 12-07       | Bill Dollery              | Arthur Yates              |                                                      |
| 1894 | Why Not                     | 13     | 11-13       | Arthur Nightingall        | Willie Moore              |                                                      |
| 1895 | Wild Man From Borneo        | 7      | 10-11       | Mr Joe Widger             | James Gatland             |                                                      |
| 1896 | The Soarer                  | 7      | 09-13       | Mr David Campbell         | Willie Moore              |                                                      |
| 1897 | Manifesto                   | 9      | 11-13       | Terry Kavanagh            | Willie McAuliffe          |                                                      |
| 1898 | Drogheda                    | 6      | 10-12       | John Gourley              | Dick Dawson               |                                                      |
| 1899 | Manifesto                   | 11     | 12-07       | George Williamson         | Willie Moore              |                                                      |
| 1900 | Ambush II                   | 6      | 11-03       | Algy Anthony              | Algy Anthony              |                                                      |
| 1901 | Grudon                      | 11     | 10-00       | Arthur Nightingall        | Bernard Bletsoe           |                                                      |
| 1902 | Shannon Lass                | 7      | 10-01       | David Read                | James Hackett             |                                                      |
| 1903 | Drumcree                    | 9      | 11-03       | Percy Woodland            | Sir Charles Nugent        |                                                      |
| 1904 | Moifaa                      | 8      | 10-07       | Arthur Birch              | W. Hickey                 |                                                      |
| 1905 | Kirkland                    | 9      | 11-05       | Frank Mason               | E. Thomas                 |                                                      |
| 1906 | Ascetic's Silver            | 9      | 10-09       | Mr Aubrey Hastings        | Aubrey Hastings           |                                                      |
| 1907 | Eremon                      | 7      | 10-01       | Alf Newey                 | Tom Coulthwaite           |                                                      |
| 1908 | Rubio                       | 10     | 10-05       | Henry Bletsoe             | Fred Withington           |                                                      |
| 1909 | Lutteur III                 | 5      | 10-11       | Georges Parfrement        | Harry Escott              |                                                      |
| 1910 | Jenkinstown                 | 9      | 10-05       | Robert Chadwick           | Tom Coulthwaite           |                                                      |
| 1911 | Glenside                    | 9      | 10-03       | Mr Jack Anthony           | R. H. Collis              |                                                      |
| 1912 | Jerry M                     | 9      | 12-07       | Ernie Piggott             | Bob Gore                  |                                                      |
| 1913 | Covertcoat                  | 7      | 11-06       | Percy Woodland            | Bob Gore                  |                                                      |
| 1914 | Sunloch                     | 8      | 09-07       | Bill Smith                | Tom Tyler                 |                                                      |
| 1915 | Ally Sloper                 | 6      | 10-06       | Mr Jack Anthony           | Aubrey Hastings           |                                                      |
| 1916 | Vermouth                    | 6      | 11-10       | Jack Reardon              | J. Bell                   |                                                      |
| 1917 | Ballymacad                  | 10     | 09-12       | Edmund Driscoll           | Aubrey Hastings           |                                                      |
| 1918 | Poethlyn                    | 8      | 11-06       | Ernie Piggott             | Harry Escott              |                                                      |
| 1919 | Poethlyn                    | 9      | 12-07       | Ernie Piggott             | Harry Escott              |                                                      |
| 1920 | Troytown                    | 7      | 11-09       | Mr Jack Anthony           | Algy Anthony              |                                                      |
| 1921 | Shaun Spadah                | 10     | 11-07       | Fred Rees                 | George Poole              |                                                      |
| 1922 | Music Hall                  | 9      | 11-08       | Lewis Rees                | Owen Anthony              |                                                      |
| 1923 | Sergeant Murphy             | 13     | 11-03       | Captain Tuppy Bennett     | George Blackwell          |                                                      |
| 1924 | Master Robert               | 11     | 10-05       | Bob Trudgill              | Aubrey Hastings           |                                                      |
| 1925 | Double Chance               | 9      | 10-09       | Major John Wilson         | Fred Archer, Jr.          |                                                      |
| 1926 | Jack Horner                 | 9      | 10-05       | William Watkinson         | Harvey Leader             |                                                      |
| 1927 | Sprig                       | 10     | 12-04       | Ted Leader                | Tom Leader                |                                                      |
| 1928 | Tipperary Tim               | 10     | 10-00       | Mr Bill Dutton            | Joseph Dodd               |                                                      |
| 1929 | Gregalach                   | 7      | 11-04       | Robert Everett            | Tom Leader                |                                                      |
| 1930 | Shaun Goilin                | 10     | 11-07       | Tommy Cullinan            | Frank Hartigan            |                                                      |
| 1931 | Grakle                      | 9      | 11-07       | Bob Lyall                 | Tom Coulthwaite           |                                                      |
| 1932 | Forbra                      | 7      | 10-07       | Tim Hamey                 | Tom Rimell                |                                                      |
| 1933 | Kellsboro Jack              | 7      | 11-09       | Dudley Williams           | Ivor Anthony              |                                                      |
| 1934 | Golden Miller               | 7      | 12-02       | Gerry Wilson              | Basil Briscoe             |                                                      |
| 1935 | Reynoldstown                | 8      | 11-04       | Mr Frank Furlong          | Noel Furlong              |                                                      |
| 1936 | Reynoldstown                | 9      | 12-02       | Mr Fulke Walwyn           | Noel Furlong              |                                                      |
| 1937 | Royal Mail                  | 8      | 11-13       | Evan Williams             | Ivor Anthony              |                                                      |
| 1938 | Battleship                  | 11     | 11-06       | Bruce Hobbs               | Reg Hobbs                 |                                                      |
| 1939 | Workman                     | 9      | 10-06       | Tim Hyde                  | Jack Ruttle               |                                                      |
| 1940 | Bogskar                     | 7      | 10-04       | Mervyn Jones              | Lord Stalbridge           |                                                      |
| 1941 | Não houve entre 1941 a 1945 | 99     | 99-99       | ZZ                        | ZZ                        | 999.99                                               |
| 1946 | Lovely Cottage              | 9      | 10-08       | Captain Bobby Petre       | Tommy Rayson              |                                                      |
| 1947 | Caughoo                     | 8      | 10-00       | Eddie Dempsey             | Herbert McDowell          |                                                      |
| 1948 | Sheila's Cottage            | 9      | 10-07       | Arthur Thompson           | Neville Crump             |                                                      |
| 1949 | Russian Hero                | 9      | 10-08       | Leo McMorrow              | George Owen               |                                                      |
| 1950 | Freebooter                  | 9      | 11-11       | Jimmy Power               | Bobby Renton              |                                                      |
| 1951 | Nickel Coin                 | 9      | 10-01       | John Bullock              | Jack O'Donoghue           |                                                      |
| 1952 | Teal                        | 10     | 10-11       | Arthur Thompson           | Neville Crump             |                                                      |
| 1953 | Early Mist                  | 8      | 11-02       | Bryan Marshall            | Vincent O'Brien           |                                                      |
| 1954 | Royal Tan                   | 10     | 11-07       | Bryan Marshall            | Vincent O'Brien           |                                                      |
| 1955 | Quare Times                 | 9      | 11-10       | Pat Taaffe                | Vincent O'Brien           |                                                      |
| 1956 | E.S.B.                      | 10     | 11-03       | Dave Dick                 | Fred Rimell               |                                                      |
| 1957 | Sundew                      | 11     | 11-07       | Fred Winter               | Frank Hudson              |                                                      |
| 1958 | Mr What                     | 8      | 10-06       | Arthur Freeman            | Tom Taaffe                |                                                      |
| 1959 | Oxo                         | 8      | 10-13       | Michael Scudamore         | Willie Stephenson         |                                                      |
| 1960 | Merryman II                 | 9      | 10-12       | Gerry Scott               | Neville Crump             |                                                      |
| 1961 | Nicolaus Silver             | 9      | 10-01       | Bobby Beasley             | Fred Rimell               |                                                      |
| 1962 | Kilmore                     | 12     | 10-04       | Fred Winter               | Ryan Price                |                                                      |
| 1963 | Ayala                       | 9      | 10-00       | Pat Buckley               | Keith Piggott             |                                                      |
| 1964 | Team Spirit                 | 12     | 10-03       | Willie Robinson           | Fulke Walwyn              |                                                      |
| 1965 | Jay Trump                   | 8      | 11-05       | Mr Tommy Smith            | Fred Winter               |                                                      |
| 1966 | Anglo                       | 8      | 10-00       | Tim Norman                | Fred Winter               |                                                      |
| 1967 | Foinavon                    | 9      | 10-00       | John Buckingham           | John Kempton              |                                                      |
| 1968 | Red Alligator               | 9      | 10-00       | Brian Fletcher            | Denys Smith               |                                                      |
| 1969 | Highland Wedding            | 12     | 10-04       | Eddie Harty               | Toby Balding              |                                                      |
| 1970 | Gay Trip                    | 8      | 11-05       | Pat Taaffe                | Fred Rimell               |                                                      |
| 1971 | Specify                     | 9      | 10-13       | John Cook                 | John Sutcliffe            |                                                      |
| 1972 | Well To Do                  | 9      | 10-01       | Graham Thorner            | Tim Forster               |                                                      |
| 1973 | Red Rum                     | 8      | 10-05       | Brian Fletcher            | Ginger McCain             |                                                      |
| 1974 | Red Rum                     | 9      | 12-00       | Brian Fletcher            | Ginger McCain             |                                                      |
| 1975 | L'Escargot                  | 12     | 11-03       | Tommy Carberry            | Dan Moore                 |                                                      |
| 1976 | Rag Trade                   | 10     | 10-12       | John Burke                | Fred Rimell               |                                                      |
| 1977 | Red Rum                     | 12     | 11-08       | Tommy Stack               | Ginger McCain             |                                                      |
| 1978 | Lucius                      | 9      | 10-09       | Bob Davies                | Gordon W. Richards        |                                                      |
| 1979 | Rubstic                     | 10     | 10-00       | Maurice Barnes            | John Leadbetter           |                                                      |
| 1980 | Ben Nevis                   | 12     | 10-12       | Mr Charlie Fenwick        | Tim Forster               |                                                      |
| 1981 | Aldaniti                    | 11     | 10-13       | Bob Champion              | Josh Gifford              |                                                      |
| 1982 | Grittar                     | 9      | 11-05       | Mr Dick Saunders          | Frank Gilman              |                                                      |
| 1983 | Corbiere                    | 8      | 11-04       | Ben de Haan               | Jenny Pitman              |                                                      |
| 1984 | Hallo Dandy                 | 10     | 10-02       | Neale Doughty             | Gordon W. Richards        |                                                      |
| 1985 | Last Suspect                | 11     | 10-05       | Hywel Davies              | Tim Forster               |                                                      |
| 1986 | West Tip                    | 9      | 10-11       | Richard Dunwoody          | Michael Oliver            |                                                      |
| 1987 | Maori Venture               | 11     | 10-13       | Steve Knight              | Andrew Turnell            |                                                      |
| 1988 | Rhyme 'n' Reason            | 9      | 11-00       | Brendan Powell            | David Elsworth            |                                                      |
| 1989 | Little Polveir              | 12     | 10-03       | Jimmy Frost               | Toby Balding              |                                                      |
| 1990 | Mr Frisk                    | 11     | 10-06       | Mr Marcus Armytage        | Kim Bailey                |                                                      |
| 1991 | Seagram                     | 11     | 10-06       | Nigel Hawke               | David Barons              |                                                      |
| 1992 | Party Politics              | 8      | 10-07       | Carl Llewellyn            | Nick Gaselee              |                                                      |
| 1993 | anulada em 1993             | 99     | 99-99       | ZZ                        | ZZ                        | 999.99                                               |
| 1994 | Miinnehoma                  | 11     | 10-08       | Richard Dunwoody          | Martin Pipe               |                                                      |
| 1995 | Royal Athlete               | 12     | 10-06       | Jason Titley              | Jenny Pitman              |                                                      |
| 1996 | Rough Quest                 | 10     | 10-07       | Mick Fitzgerald           | Terry Casey               |                                                      |
| 1997 | Lord Gyllene                | 9      | 10-00       | Tony Dobbin               | Steve Brookshaw           |                                                      |
| 1998 | Earth Summit                | 10     | 10-05       | Carl Llewellyn            | Nigel Twiston-Davies      |                                                      |
| 1999 | Bobbyjo                     | 9      | 10-00       | Paul Carberry             | Tommy Carberry            |                                                      |
| 2000 | Papillon                    | 9      | 10-12       | Ruby Walsh                | Ted Walsh                 |                                                      |
| 2001 | Red Marauder                | 11     | 10-11       | Richard Guest             | Norman Mason              |                                                      |
| 2002 | Bindaree                    | 8      | 10-04       | Jim Culloty               | Nigel Twiston-Davies      |                                                      |
| 2003 | Monty's Pass                | 10     | 10–07       | Barry Geraghty            | Jimmy Mangan              | Dee Racing Syndicate                                 |
| 2004 | Amberleigh House            | 12     | 10–10       | Graham Lee                | Ginger McCain             | Halewood Int. Ltd                                    |
| 2005 | Hedgehunter                 | 9      | 11-01       | Ruby Walsh                | Willie Mullins            | Trevor Hemmings                                      |
| 2006 | Numbersixvalverde           | 10     | 10-08       | Niall Madden              | Martin Brassil            | Bernard Carroll                                      |
| 2007 | Silver Birch                | 10     | 10-06       | Robbie Power              | Gordon Elliott            | Brian Walsh                                          |
| 2008 | Comply or Die               | 9      | 10-09       | Timmy Murphy              | David Pipe                | David Johnson                                        |
| 2009 | Mon Mome                    | 9      | 11-00       | Liam Treadwell            | Venetia Williams          | Vida Bingham                                         |
| 2010 | Don't Push It               | 10     | 11–05       | Tony McCoy                | Jonjo O'Neill             | J. P. McManus                                        |
| 2011 | Ballabriggs                 | 10     | 11-00       | Jason Maguire             | Donald McCain, Jr.        | Trevor Hemmings                                      |
| 2012 | Neptune Collonges           | 11     | 11-06       | Daryl Jacob               | Paul Nicholls             | John Hales                                           |
| 2013 | Auroras Encore              | 11     | 10-03       | Ryan Mania                | Sue Smith                 | Douglas Pryde, Jim Beaumont & David P van der Hoeven |
| 2014 | Pineau de Re                | 11     | 10-06       | Leighton Aspell           | Richard Newland           | John Proven                                          |
| 2015 | Many Clouds                 | 8      | 11-09       | Leighton Aspell           | Oliver Sherwood           | Trevor Hemmings                                      |
| 2016 | Rule The World              | 9      | 10-07       | David Mullins             | Mouse Morris              | Gigginstown House Stud                               |
| 2017 | One For Arthur              | 8      | 10-11       | Derek Fox                 | Lucinda Russell           | Two Golf Widows                                      |

*A idade do cavalo é expressa em anos hípicos
**Os pesos de Handicap são em  Stone (imperial mass) e Pounds.

 As edições de 1836 a 1838 não são reconhecidas como "Grand Nationals" por Aintree Racecourse.  De 1916 a 1918 a corrida foi em  Gatwick. Não houve Grand National entre 1941 e 1945 devido à Segunda Guerra Mundial. A corrida foi anulada em 1993, quando muitos concorrentes saíram correndo após uma falsa partida.
,